# Kyle, South Dakota
Kyle är en så kallad census-designated place i Oglala Lakota County i South Dakota. Orten har fått sitt namn efter politikern James H. Kyle. Vid 2010 års folkräkning hade Kyle 846 invånare.